# Nice Grid
 (août 2013).
Si vous disposez d'ouvrages ou d'articles de référence ou si vous connaissez des sites web de qualité traitant du thème abordé ici, merci de compléter l'article en donnant les références utiles à sa vérifiabilité et en les liant à la section « Notes et références ».
 (février 2025).
NICE GRID est un projet expérimental lancé à l'été 2011, pour une durée de 4 ans, destiné à tester l'intégration de l'électricité photovoltaïque dans le réseau électrique de quartiers résidentiels grâce à un « smart grid ». L'objectif est d'expérimenter les moyens de stocker l'électricité photovoltaïque produite et de gérer la consommation locale grâce à l'effacement diffus et à la création d'« heures creuses solaires ». Le projet a été prolongé pour un an jusqu'à fin 2016. 
Ce projet, basé en France, à Carros (près de Nice), est piloté par ERDF et fait partie du projet européen Grid4EU. Il est financé sur 4 ans à hauteur de 30 millions d'euros, dont 4 millions par l'Ademe à travers le programme des investissements d'avenir et 7 millions par la Commission Européenne.
Décidé officiellement le 17 juin 2011 et graduellement opérationnel depuis juin 2013, ce projet a été présenté au public le 30 août 2013, et vise à faire participer 2 500 foyers et entreprises à l'expérience , équipés de compteurs communicants Linky. En outre, l'expérience comprend 200 sites où sont installés des panneaux photovoltaïques dont la capacité de production totale atteint 2,5 MWc. Pour gérer cette production d'électricité issue des énergies renouvelables, a été installé un système de stockage de l'électricité sous forme de batteries, réparties en différents points du réseau électrique et chez les utilisateurs volontaires, capable d'accumuler 1 MW pendant 30 minutes. Ce système de production photovoltaïque-stockage de l’électricité est utilisé dans un autre aspect du projet Nice Grid : l'expérimentation d'îlotage. Ce procédé consiste à faire fonctionner un quartier de Carros en complète autonomie, pendant un laps de temps déterminé, sans aucun apport d’électricité du réseau extérieur[source secondaire souhaitée].

## Partenaires du projet

### Consortium
Le projet NICE GRID est mené par un consortium de 10 partenaires. ERDF en est le coordinateur. 
Les partenaires du premier cercle sont les suivants:
- ERDF (pilote du projet),
- EDF,
- GE Grid Solutions,
- Saft.

Les partenaires du second cercle sont les suivants:
- RTE,
- Socomec,
- Armines,
- Netseenergy,
- NKE Watteco,
- Daikin.

### Partenaires institutionnels
Les partenaires institutionnels du projet sont:
- la Commission de régulation de l'énergie,
- la Commune de Carros,
- l’Eco Vallée de la Plaine du Var,
- le Conseil régional de Provence-Alpes-Côte d'Azur,
- le Conseil général des Alpes-Maritimes,
- la Métropole Nice Côte d'Azur,
- le Pôle de compétitivité CapEnergies.

### Budget et financement
L’investissement total du projet NICE GRID s’élève à 30 millions d’euros, dont 11 millions financés par des aides publiques nationales et européennes.
Labellisé et financé par les Investissements d’Avenir à hauteur de 4 millions d’euros avec le soutien de l’ADEME, le projet a également reçu une aide de la Commission Européenne au travers du projet Grid4EU à hauteur de 7 millions d’euros.

## Les trois principales expérimentations

### Ilotage d'un quartier basse tension
Dans le cadre du projet NICE GRID, l’îlotage se définit comme une séquence consécutive à la déconnexion du réseau basse tension (BT) alimenté par un poste de distribution publique (HTA/BT). Cette déconnexion pouvant être manuelle et consécutive à l’intervention locale d’un exploitant ou automatique et consécutive à l’absence de tension du réseau amont. À la suite de cette déconnexion, l’ensemble de stockage est en mesure d’assurer la reprise de l’alimentation de ce quartier. Ce fonctionnement de l’ensemble de stockage en marche séparée du réseau général est possible pour une durée limitée et variable suivant l’état de charge du stockage, du niveau des charges à alimenter et la production photovoltaïque locale. Cette séquence s’achève par la synchronisation du réseau du quartier au réseau amont à la fin d’une période cible ou lors du retour du réseau amont.
Les différentes séquences de fonctionnement de l’îlotage sont testées sur la plate forme "Concept Grid" d’EDF R&D, qui modélise un réseau de distribution, et sur le réseau du quartier de la 1re rue à Carros dans la zone industrielle.
[1] Les variantes programmées et inopinés de l’îlotage sont présentées en section 9.1.4[Quoi ?]

## Architecture du projet

### Zone réduction de la pointe
Il s'agit de l'ensemble de la ville de Carros.

### Zone intégration PV
Il s'agit de sept quartier solaires. Un quartier solaire désigne l'ensemble des clients raccordés à un même poste HTA/BT et comportant une puissance photovoltaïque installée importante. Parmi les sept quartiers solaires, cinq sont de type pavillonnaire, un de type logements collectifs et un de type tertiaire. Les sept quartiers solaires représentent 550 clients et 540 kWc de puissance PV.

### Zone îlotage
Il s'agit du quartier solaire de la Première Rue. Ce quartier comporte 8 clients tertiaires, dont le centre de tri postal. Trois centrales de productions PV représentent 430 kWc : ce quartier basse tension exporte quotidiennement de la production photovoltaïque vers la moyenne tension (HTA).

## Les innovations majeures

### Le gestionnaire du réseau d'énergie (NEM)
Le «NEM» (Network Energy Manager), ou gestionnaire du réseau d’énergie, développé par GE Grid solutions a été mis en fonctionnement en mars 2014. Ce gestionnaire de réseau permet de solliciter différents agrégateurs, qui optimisent les réponses aux contraintes observées sur le réseau, en fonction de l’heure de la journée.
Ces réponses correspondent à des offres de flexibilités locales proposées aux participants. Elles les encouragent à déplacer leur consommation au moment où la production solaire est élevée, et/ou à baisser leur consommation lors des pics de froid.
Par exemple, l’été, en cas de surproduction photovoltaïque, il peut retenir les offres de flexibilités résidentielles de l’agrégateur, qui propose : des «bonus solaires» (heures creuses solaires entre 12h et 16h), un déclenchement à distance du chauffe-eau des clients volontaires, du stockage d’électricité dans les batteries.
À l’inverse, l’hiver, lors des pointes de consommation, le NEM peut retenir des offres de baisse du chauffage via le compteur Linky ou des propositions de décharge des batteries, émanant de l’agrégateur des batteries réseau.

### Le compteur communicant
Le projet NICE GRID démontre l’utilité du système communicant LINKY comme brique de base pour mettre en œuvre des fonctions smart grids.
Dans le projet NICE GRID, les fonctionnalités proposées par le compteur LINKY profitent :
- aux habitants de Carros qui sont facturées sur consommation réelle et qui ne sont plus dérangés pour le relevé de leur compteur
- aux clients participants au projet qui visualisent leur consommation quotidienne et qui disposent d’offres innovantes comme l’offre bonus solaire l’été
- aux fournisseurs qui utilisent les services du système communicant pour envoyer des informations de pilotage d’usages à leurs clients et qui analysent la réponse des clients à ces sollicitations grâce aux données du compteur
- au gestionnaire du réseau de distribution qui améliore sa connaissance du réseau basse tension et qui peut agir de façon plus précise sur les réseaux de distribution

### La solution d'îlotage

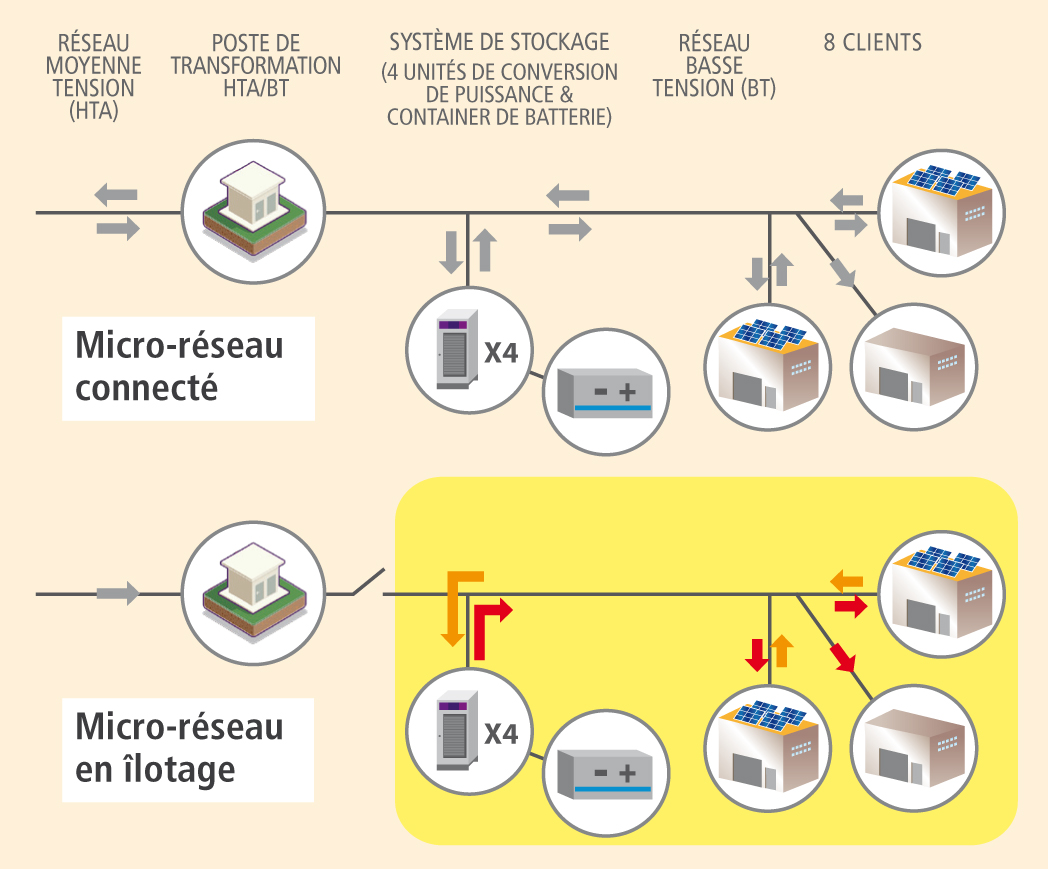
Schéma d'îlotage

L’îlotage consiste à déconnecter un quartier basse tension du réseau principal et à l’alimenter uniquement au moyen de stockage d’énergie et de production photovoltaïque distribuée, et ce pour une durée limitée.
Le quartier choisi pour cette expérimentation est un quartier tertiaire avec 8 clients et 3 producteurs photovoltaïques (430 kWc). Un système de stockage (250 kW / 620 kWh), comprenant quatre unités de conversion de puissance de Socomec et un container de batterie lithium-ion de Saft permet de gérer les phases de transition de l’îlotage (déconnexion/synchronisation) et l’équilibre énergétique dans le micro-réseau.
Deux versions de l’îlotage sont dans le champ d’application du projet Nice Grid : l’îlotage programmé et l’îlotage inopiné.
Les deux versions ont été testées avec succès sur le réseau expérimental « Concept Grid » d’ EDF R&D aux Renardières (77) ainsi que dans le quartier de Carros
Le 6 octobre 2015, le quartier de la 1re Rue a été déconnecté du réseau principal pendant cinq heures. Le quartier a été séparé à 11 h 40 et le système de stockage combiné aux panneaux photovoltaïques ont alimenté les clients. avec un état initial de charge de 73 %, le système de stockage a atteint un niveau de 55 % après cinq heures. En théorie, ce niveau aurait permis de soutenir l’îlotage pendant 4 heures supplémentaires.
Les points forts de cette expérimentation :
- Les phases de déconnexion et de synchronisation au réseau principal se sont déroulées sans aucune coupure. Il n’y a eu aucun impact pour les clients.
- Le système de stockage s’est alternativement chargé et déchargé, en adaptant son programme en fonction des nuages qui affectent la production solaire ainsi que la variation de la consommation des clients.

## Une renommée internationale

### Le show-room
Un show-room de 200 m² a été inauguré le 31 août 2013 dans la zone industrielle de Carros. Ce show-room se compose de plusieurs espaces, avec un mur d’objets présentant les principaux outils déployés dans le projet, et un écran de projection présentant les différents scénarios. Ce show-room a été visité par plus de 8 000 personnes (à février 2016), dont 17 % de visiteurs étrangers.  

### ISGAN Awards

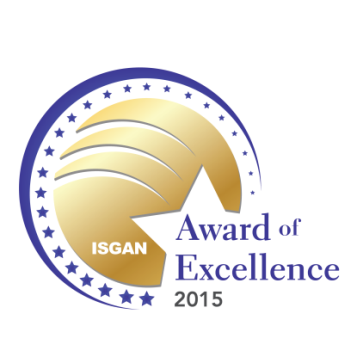
Logo ISGAN Awards

L’ISGAN (International Smart Grid Action Network) a été lancé au cours d’une réunion de ministres de l’environnement et de l’énergie de 23 pays différents (dont la France) à Washington en 2010. Cette organisation vise à promouvoir et à accélérer les progrès dans le domaine des smart grids. Elle place son action dans le cadre de l’ Agence Internationale de l’Energie. Les pays participants y sont représentés par leur gouvernement respectif. L’ISGAN Award of Excellence, véritable compétition internationale des projets smart grids, récompense ainsi l’engagement des consomm’acteurs dans le développement du projet et dans l’expérimentation des smart grids dans le monde
Les résultats, communiqués le 12 mai 2014 à l’occasion d’une cérémonie à Séoul en Corée du Sud, ont officialisé la position importante de NICE GRID dans le développement des smart grids en nommant le projet comme l’un des huit finalistes de l’édition 2014 du concours, parmi plus de 40 projets internationaux.
Le 27 mai 2015, lors du Clean Energy Ministerial (G20 des Ministres de l’énergie) au Mexique, le projet Nice Grid a été primé par l’ISGAN (International Smart Grid Action Network) à travers le programme Grid4EU.Un jury international composé d’experts reconnus des Smart Grids, piloté par le Dr. Ronnie Belmans, Directeur Executif du Global Smart Grid Federation, a sélectionné, parmi les 14 projets nommés issus de plus de 100 candidatures, GRID4EU, comme le meilleur exemple d’excellence dans « l’intégration des énergies renouvelables », la thématique de l’ISGAN Award of Excellence 2015.
Grâce à son procédé d’intégration de l’énergie photovoltaïque, le démonstrateur Nice Grid a largement contribué à cette victoire de GRID4EU sur le thème de l’intégration des énergies renouvelables.